# Puliciphora macrolunarum
Puliciphora macrolunarum är en tvåvingeart som beskrevs av Ronald Henry Lambert Disney 2003. Puliciphora macrolunarum ingår i släktet Puliciphora och familjen puckelflugor. Inga underarter finns listade i Catalogue of Life.